# Elezioni parlamentari in Bulgaria dell'aprile 2021
Le elezioni parlamentari in Bulgaria dell'aprile 2021 si sono tenute il 4 aprile per il rinnovo dell'Assemblea nazionale.
Il partito conservatore di Bojko Borisov, Cittadini per lo Sviluppo Europeo della Bulgaria (GERB), si è attestato come la prima forza del Paese; al contempo, si è affermato un nuovo soggetto politico, C'è un Popolo come Questo (ITN), guidato da Slavi Trifonov. Al terzo posto si è piazzata la coalizione guidata dal Partito Socialista Bulgaro (BSP) e, a seguire, il Movimento per i Diritti e le Libertà (DPS), Bulgaria Democratica (DPS) e il movimento Alzati! Fuori i Criminali! (ISMV).
L'impossibilità di formare una maggioranza parlamentare, tuttavia, ha condotto all'indizione di nuove elezioni, fissate per il luglio successivo: Toško Jordanov, vicepresidente di ITN, aveva infatti  dichiarato che il suo partito non avrebbe dato vita ad alcun accordo con GERB, DPS o BSP, mentre il co-presidente di Bulgaria Democratica, Hristo Ivanov, aveva escluso ogni accordo con GERB, "con o senza Borisov".

## Risultati
| Liste                                         | Voti      | %     | Seggi |
| --------------------------------------------- | --------- | ----- | ----- |
| GERB - SDS                                    | 837 707   | 25,80 | 75    |
| C'è un Popolo come Questo                     | 565 014   | 17,40 | 51    |
| BSP per la Bulgaria (BSP - KPB - Ekoglasnost) | 480 146   | 14,79 | 43    |
| Movimento per i Diritti e le Libertà          | 336 306   | 10,36 | 30    |
| Bulgaria Democratica (DSB - DaB! - ZD)        | 302 280   | 9,31  | 27    |
| Alzati! Fuori i Criminali!                    | 150 940   | 4,65  | 14    |
| Movimento Nazionale Bulgaro                   | 116 434   | 3,59  | –     |
| Unificazione Nazionale Bulgara                | 94 515    | 2,91  | –     |
| Rinascita                                     | 78 414    | 2,41  | –     |
| Coalizione Patriottica (Volja - NFSB - BZNS)  | 75 926    | 2,34  | –     |
| Repubblicani per la Bulgaria                  | 42 057    | 1,30  | –     |
| Movimento dei Candidati Indipendenti          | 16 868    | 0,52  | –     |
| Unione Nazionale Attacco                      | 15 659    | 0,48  | –     |
| Alternativa per la Rinascita Bulgara          | 14 798    | 0,46  | –     |
| Rinascita della Patria                        | 13 182    | 0,41  | –     |
| Associazione Conservatrice della Destra       | 9 415     | 0,29  | –     |
| Voce del Popolo                               | 8 308     | 0,26  | –     |
| Altri <0,25%                                  | 41 752    | 1,29  | –     |
| Nessuna preferenza                            | 47 749    | 1,47  | –     |
| Totale                                        | 3 247 470 | 100   | 240   |